# Tamarix dalmatica
Tamarix dalmatica es un arbusto o arbolillo caducifolio perteneciente a la familia de las tamaricáceas.

## Descripción

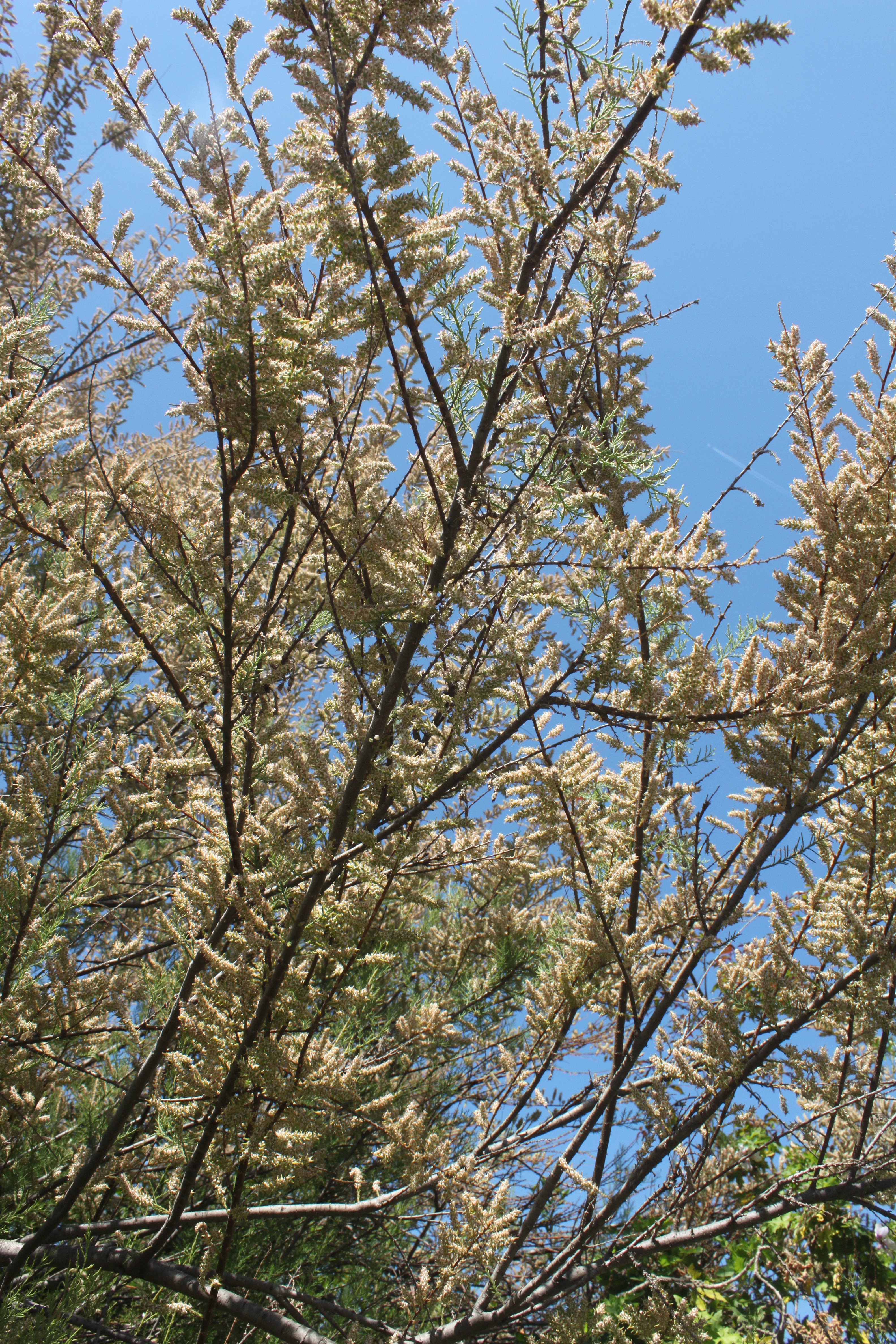
Floración

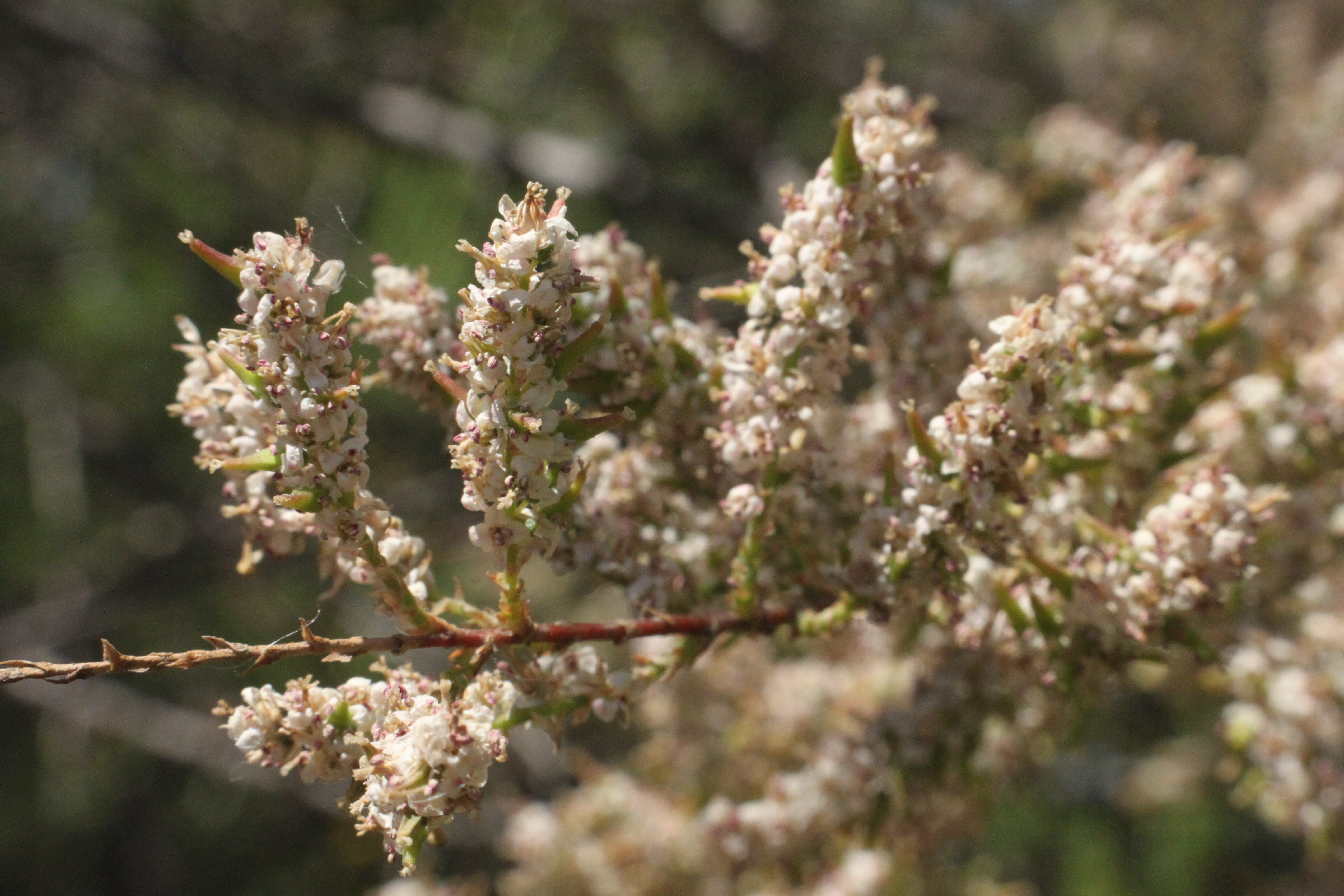
Detalle de la floración.

Es un arbolillo o arbusto, glabro. Ramas parduscas. Hojas de 2-4 mm. Las inflorescencias en racimos de 25-70 × 7-12 mm, simples, generalmente en las ramas leñosas de años anteriores. Brácteas lineares, agudas, de igual longitud o mayores que el cáliz. Pedicelos cortos. Flores tetrámeras o pentámeras y tetrámeras. Sépalos de 1,5-3 × 1,5-2,4 mm, ovado-triangulares, enteros o escasamente dentados, los externos más agudos. Pétalos 2,3-3 × 1,4-1,8 mm, de estrechamente obovados a unguiculados. Disco nectarífero parálofo. Estambres 4 o 5, con las anteras múticas o ligeramente apiculadas. Tiene un número de cromosomas de 2n = 24*.

## Distribución y hábitat
Se encuentra en los suelos húmedos, salinos o carbonatados, bordes de arroyos, ramblas, vaguadas; a una altitud de  0-320 metros, en el norte de la región Mediterránea. Este de la península ibérica y las Islas Baleares.

## Taxonomía
Tamarix dalmatica fue descrita por Bernard René Baum y publicado en Monographic Revision of the Genus Tamarix 100–103, 180, f. 40. 1966.
Etimología
El nombre de este género conserva el que le daban los romanos y se cree derivado del río Tamaris de la Tarraconense —al parecer el actual río Tambre—- en cuyas orillas crecían con profusión estos arbustos.
dalmatica, epíteto geográfico que alude a su localización en Dalmacia.